# Joanna Rowsellová

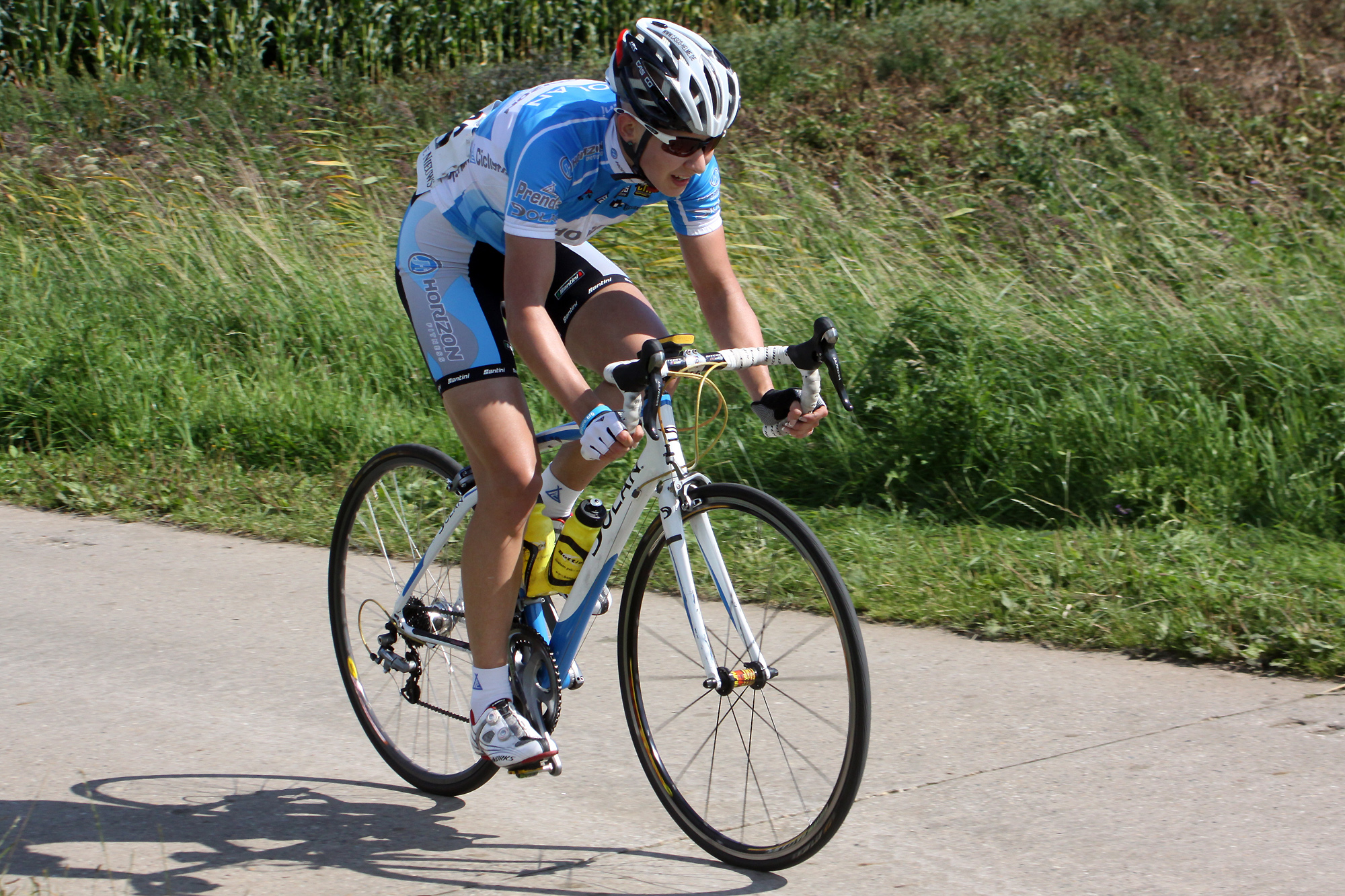
Joanna Rowsellová na kole

Joanna Katie Rowsellová (* 5. prosince 1988, Sutton, Spojené království) je britská cyklistka a mistryně světa na dráze.
Vyhrála zlato na mistrovství světa 2008 a 2009 v týmové stíhačce, titul na Evropě 2011. V dubnu 2012 byla součástí britského ženského tria, které na olympijském velodromu vyhrálo ve světovém rekordu stíhací závod družstev. Sama Rowsellová pak přidala svoje vlastní vítězství v individuální stíhačce.